# Copa Intercontinental 1963
La Copa Intercontinental 1963 fue la cuarta edición de la Copa Intercontinental. El primer encuentro de la copa se disputó en la ciudad italiana de Milán, en el Estadio San Siro donde el Milan se impuso por 4-2 al Santos. 
El partido de vuelta se disputó un mes después en el Estadio Maracaná de Río de Janeiro, venciendo en esta ocasión el equipo de Santos también con el marcador de 4-2. Este resultado obligó a disputar un partido de desempate que se jugó dos días después en el mismo lugar, ganando Santos 1:0 con gol del defensor Dalmo de penal.

## Clubes clasificados
| UEFA (Europa)         |  | Milán  |  | Campeón de la Copa de Campeones de Europa (1962-63) |
| Conmebol (Sudamérica) |  | Santos |  | Campeón de la Copa de Campeones de América (1963)   |

## Sedes
| Milán                          | Río de Janeiro                  |
| ------------------------------ | ------------------------------- |
| San Siro                       | Estadio de Maracaná             |
| Capacidad: 60 000 espectadores | Capacidad: 130 000 espectadores |
|                                |                                 |

## Polémica
Después de la victoria por 4-2 del AC Milan en el estadio de San Siro, el partido de vuelta tuvo lugar en el Maracaná de Río de Janeiro. El partido vio algunas controversias relacionadas con el arbitraje de Juan Brozzi. El AC Milan ganaba 2-0 en el descanso. Sin embargo, el comportamiento de los jugadores de Santos cambió en la segunda mitad: se volvieron agresivos con sus oponentes, y el árbitro no castigó su juego sucio. Mientras que los italianos se quejaron de no poder siquiera cruzar la línea del mediocampo. Gianni Rivera del AC Milan comentó después: "Cada vez que tocamos la pelota, el árbitro nos detiene. Inconcebible. Los espectadores desencadenados, la gente en el campo". 
Las faltas de los jugadores de Santos fueron durísimas, lesionando al portero Ghezzi y el delantero Rivera. El Santos anotó cuatro goles, tres de ellos desde tiros libres, y ganó el partido. Hubo rumores posteriores de que el árbitro había sido sobornado por la directiva de Santos durante el descanso, otros citan la relevancia de la profesión del árbitro: era, de hecho, un agente de viajes, que a menudo estaba en contacto con equipos brasileños cuando tenían que viajar a Argentina para jugar partidos. 
Como ambos equipos habían ganado un partido cada uno, era necesario un partido de desempate, que tuvo lugar dos días más tarde en el Maracaná de nuevo, según lo establecido por la normativa, con el nombramiento de Brozzi nuevamente como árbitro. El AC Milan impugnó esta última decisión, pero la federación ignoró las protestas y confirmó el nombramiento de Brozzi. El encuentro comenzó de la misma manera que el anterior, con Santos avanzando y atacando fuertemente. También continuaron su juego físicamente agresivo del partido anterior, con sus faltas nuevamente impunes. Después de media hora, Brozzi le otorgó a Santos una penalización por lo que muchos reporteros juzgaron como una simulación de Dorval Rodrigues. El capitán del Milan, Cesare Maldini, fue expulsado por sus protestas sobre la decisión. El penal fue convertido por Dalmo Gaspar para poner al Santos 1-0 arriba. Así, el Santos se proclamó campeón en una controvertida pero indudablemente legendaria final. Luego, Juan Brozzi fue expulsado por su misma federación debido a esos eventos, y abrió una lujosa tienda de flores y jardinería en Buenos Aires.
El jugador del Santos Almir Pernambuquinho declaró años más tarde en su libro haber tomado antes del decisivo partido de Maracaná una "bola", término dado a un estimulante (Dexamyl) comúnmente utilizado por atletas en los años '50, '60 y '70.

## Partidos

### Partido de ida
| 16 de octubre de 1963 | Milan                                        | 4:2 (2:0) | Santos               | Estadio San Siro, Milán, Italia                                           |                                                                           |
|                       | Trapattoni 3' · Amarildo 15', 67' · Mora 82' | Reporte   | Pelé 55', 84' (pen.) | Asistencia: 51.917 espectadores Árbitro(s): Alfred Haberfellner (Austria) | Asistencia: 51.917 espectadores Árbitro(s): Alfred Haberfellner (Austria) |

| POR        | Ghezzi         |  |
| DEF        | David          |  |
| DEF        | Trebbi         |  |
| DEF        | Maldini        |  |
| DEF        | Pelagalli      |  |
| MED        | Trapattoni     |  |
| MED        | Mora           |  |
| DEL        | Lodetti        |  |
| DEL        | Mazzola        |  |
| DEL        | Rivera         |  |
| DEL        | Amarildo       |  |
|            |                |  |
| Entrenador | Luis Carniglia |  |

| POR        | Gilmar            |  |
| DEF        | Lima              |  |
| DEF        | Haroldo           |  |
| DEF        | Calvet            |  |
| DEF        | Geraldino         |  |
| MED        | Mengálvio         |  |
| MED        | Zito              |  |
| DEL        | Dorval            |  |
| DEL        | Coutinho          |  |
| DEL        | Pelé              |  |
| DEL        | Pepe              |  |
|            |                   |  |
| Entrenador | Luís Alonso Pérez |  |

|  | 3'  | Trapattoni | 1-0 |
|  | 15' | Amarildo   | 2-0 |
|  | 67' | Amarildo   | 3-1 |
|  | 82' | Mora       | 4-1 |

|                 | 55' | Pelé | 2-1 |
| Anotado · Penal | 84' | Pelé | 4-2 |

| Árbitro | Alfred Haberfellner |

| POR        | Ghezzi         |  |
| DEF        | David          |  |
| DEF        | Trebbi         |  |
| DEF        | Maldini        |  |
| DEF        | Pelagalli      |  |
| MED        | Trapattoni     |  |
| MED        | Mora           |  |
| DEL        | Lodetti        |  |
| DEL        | Mazzola        |  |
| DEL        | Rivera         |  |
| DEL        | Amarildo       |  |
|            |                |  |
| Entrenador | Luis Carniglia |  |

| POR        | Gilmar            |  |
| DEF        | Lima              |  |
| DEF        | Haroldo           |  |
| DEF        | Calvet            |  |
| DEF        | Geraldino         |  |
| MED        | Mengálvio         |  |
| MED        | Zito              |  |
| DEL        | Dorval            |  |
| DEL        | Coutinho          |  |
| DEL        | Pelé              |  |
| DEL        | Pepe              |  |
|            |                   |  |
| Entrenador | Luís Alonso Pérez |  |

|  | 3'  | Trapattoni | 1-0 |
|  | 15' | Amarildo   | 2-0 |
|  | 67' | Amarildo   | 3-1 |
|  | 82' | Mora       | 4-1 |

|                 | 55' | Pelé | 2-1 |
| Anotado · Penal | 84' | Pelé | 4-2 |

| Árbitro | Alfred Haberfellner |

### Partido de vuelta
| 14 de noviembre de 1963 | Santos                               | 4:2 (0:2) | Milan                   | Estadio Maracaná, Río de Janeiro, Brasil                                   |                                                                            |
|                         | Pepe 50', 68' · Almir 54' · Lima 65' | Reporte   | Altafini 12' · Mora 17' | Asistencia: 132.728 espectadores Árbitro(s): Juan Regis Brozzi (Argentina) | Asistencia: 132.728 espectadores Árbitro(s): Juan Regis Brozzi (Argentina) |

| POR        | Gilmar               |
| DEF        | Ismael               |
| DEF        | Mauro Ramos          |
| DEF        | Haroldo              |
| DEF        | Dalmo Gaspar         |
| MED        | Mengálvio            |
| MED        | Lima                 |
| DEL        | Dorval               |
| DEL        | Coutinho             |
| DEL        | Almir Pernambuquinho |
| DEL        | Pepe                 |
|            |                      |
| Entrenador | Luís Alonso Pérez    |

| POR        | Ghezzi         |
| DEF        | David          |
| DEF        | Trebbi         |
| DEF        | Maldini        |
| DEF        | Pelagalli      |
| MED        | Trapattoni     |
| MED        | Mora           |
| DEL        | Lodetti        |
| DEL        | Mazzola        |
| DEL        | Rivera         |
| DEL        | Amarildo       |
|            |                |
| Entrenador | Luis Carniglia |

|  | 50' | Pepe                 | 1-2 |
|  | 54' | Almir Pernambuquinho | 2-2 |
|  | 65' | Lima                 | 3-2 |
|  | 68' | Pepe                 | 4-2 |

|  | 12' | Trapattoni | 1-0 |
|  | 17' | Amarildo   | 2-0 |

| Árbitro | Juan Regis Brozzi |

| POR        | Gilmar               |
| DEF        | Ismael               |
| DEF        | Mauro Ramos          |
| DEF        | Haroldo              |
| DEF        | Dalmo Gaspar         |
| MED        | Mengálvio            |
| MED        | Lima                 |
| DEL        | Dorval               |
| DEL        | Coutinho             |
| DEL        | Almir Pernambuquinho |
| DEL        | Pepe                 |
|            |                      |
| Entrenador | Luís Alonso Pérez    |

| POR        | Ghezzi         |
| DEF        | David          |
| DEF        | Trebbi         |
| DEF        | Maldini        |
| DEF        | Pelagalli      |
| MED        | Trapattoni     |
| MED        | Mora           |
| DEL        | Lodetti        |
| DEL        | Mazzola        |
| DEL        | Rivera         |
| DEL        | Amarildo       |
|            |                |
| Entrenador | Luis Carniglia |

|  | 50' | Pepe                 | 1-2 |
|  | 54' | Almir Pernambuquinho | 2-2 |
|  | 65' | Lima                 | 3-2 |
|  | 68' | Pepe                 | 4-2 |

|  | 12' | Trapattoni | 1-0 |
|  | 17' | Amarildo   | 2-0 |

| Árbitro | Juan Regis Brozzi |

### Partido de desempate
| 16 de noviembre de 1963 | Santos           | 1:0 (1:0) | Milan | Estadio Maracaná, Río de Janeiro, Brasil                                   |                                                                            |
|                         | Dalmo 31' (pen.) | Reporte   |       | Asistencia: 120.421 espectadores Árbitro(s): Juan Regis Brozzi (Argentina) | Asistencia: 120.421 espectadores Árbitro(s): Juan Regis Brozzi (Argentina) |

| POR        | Gilmar               |  |
| DEF        | Ismael               |  |
| DEF        | Mauro Ramos          |  |
| DEF        | Haroldo              |  |
| DEF        | Dalmo Gaspar         |  |
| MED        | Mengálvio            |  |
| MED        | Lima                 |  |
| DEL        | Dorval               |  |
| DEL        | Coutinho             |  |
| DEL        | Almir Pernambuquinho |  |
| DEL        | Pepe                 |  |
|            |                      |  |
| Entrenador | Luís Alonso Pérez    |  |

| POR        | Balzarini      | Salió |
| DEF        | Víctor Benítez |       |
| DEF        | Trebbi         |       |
| DEF        | Maldini        |       |
| DEF        | Pelagalli      |       |
| MED        | Trapattoni     |       |
| MED        | Mora           |       |
| DEL        | Lodetti        |       |
| DEL        | Mazzola        |       |
| DEL        | Fortunato      |       |
| DEL        | Amarildo       |       |
|            |                |       |
| Entrenador | Luis Carniglia |       |

| POR | Barluzi | Entró |

| Anotado · Penal | 31' | Dalmo Gaspar | 1-0 |

| DEF | Ismael | Otorgado · Otorgado otra vez · Expulsado |

| DEF | Maldini | Otorgado · Otorgado otra vez · Expulsado |

| Árbitro | Juan Regis Brozzi |

| POR        | Gilmar               |  |
| DEF        | Ismael               |  |
| DEF        | Mauro Ramos          |  |
| DEF        | Haroldo              |  |
| DEF        | Dalmo Gaspar         |  |
| MED        | Mengálvio            |  |
| MED        | Lima                 |  |
| DEL        | Dorval               |  |
| DEL        | Coutinho             |  |
| DEL        | Almir Pernambuquinho |  |
| DEL        | Pepe                 |  |
|            |                      |  |
| Entrenador | Luís Alonso Pérez    |  |

| POR        | Balzarini      | Salió |
| DEF        | Víctor Benítez |       |
| DEF        | Trebbi         |       |
| DEF        | Maldini        |       |
| DEF        | Pelagalli      |       |
| MED        | Trapattoni     |       |
| MED        | Mora           |       |
| DEL        | Lodetti        |       |
| DEL        | Mazzola        |       |
| DEL        | Fortunato      |       |
| DEL        | Amarildo       |       |
|            |                |       |
| Entrenador | Luis Carniglia |       |

| POR | Barluzi | Entró |

| Anotado · Penal | 31' | Dalmo Gaspar | 1-0 |

| DEF | Ismael | Otorgado · Otorgado otra vez · Expulsado |

| DEF | Maldini | Otorgado · Otorgado otra vez · Expulsado |

| Árbitro | Juan Regis Brozzi |

|                      |
| Bandera de Brasil    |
| Campeón Santos F. C. |
| 2.do título          |